# تينية

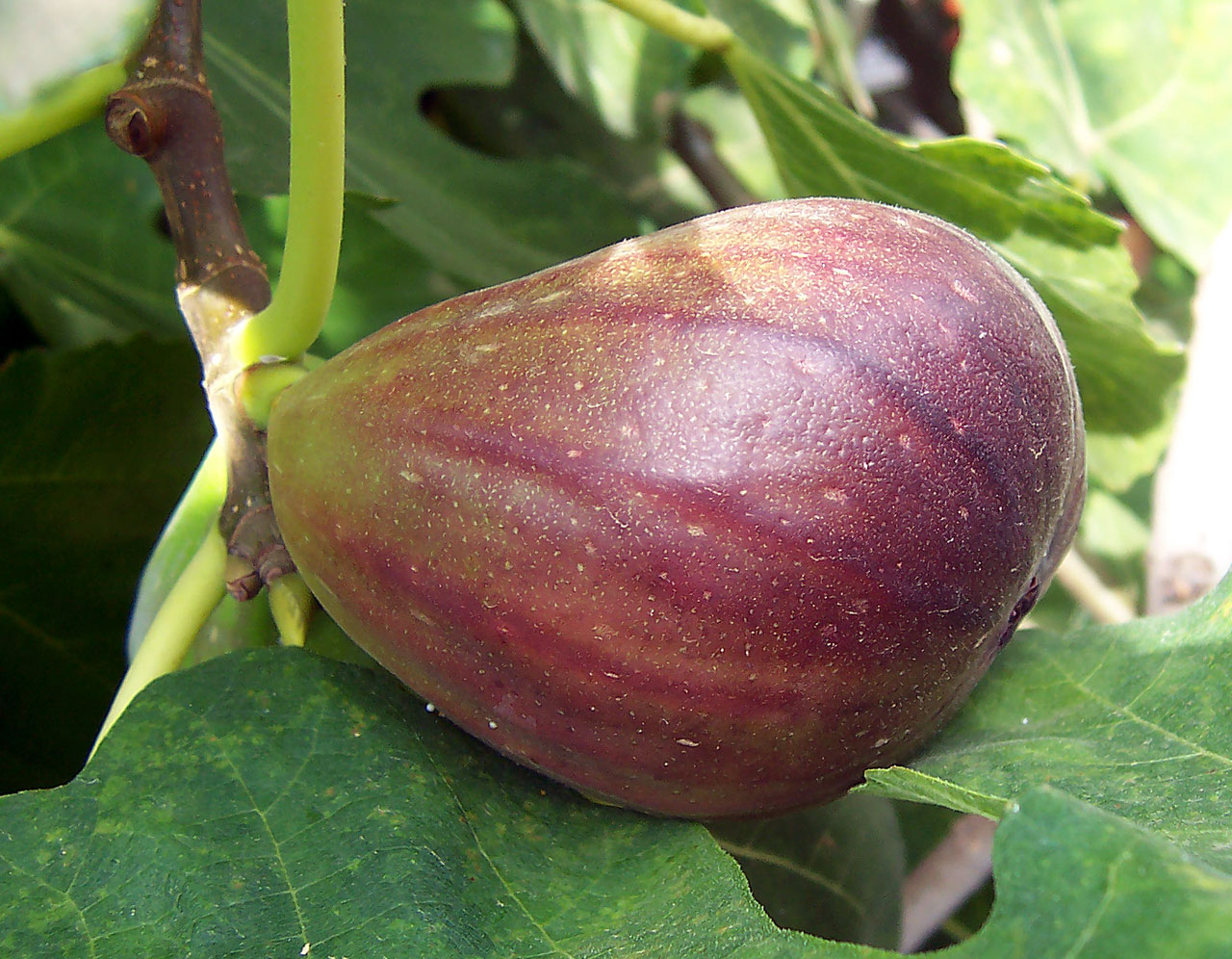
ثمرة تينية.

التينية نمط من أنماط الثمرة.والثمرة التينية ثمرة ملحقة بها وعاء جوفي تغيب فيه الفقيرات الثمرية (الثميرات).كما يحتوي جدار الوعاء الداخلي على مبايض متعددة مما يجعل الثمرة التينية تصنف علي أنها ثمرة مركبة.ومن أمثلة الثمرات التينية ثمرة التين.